# Lomo embuchado

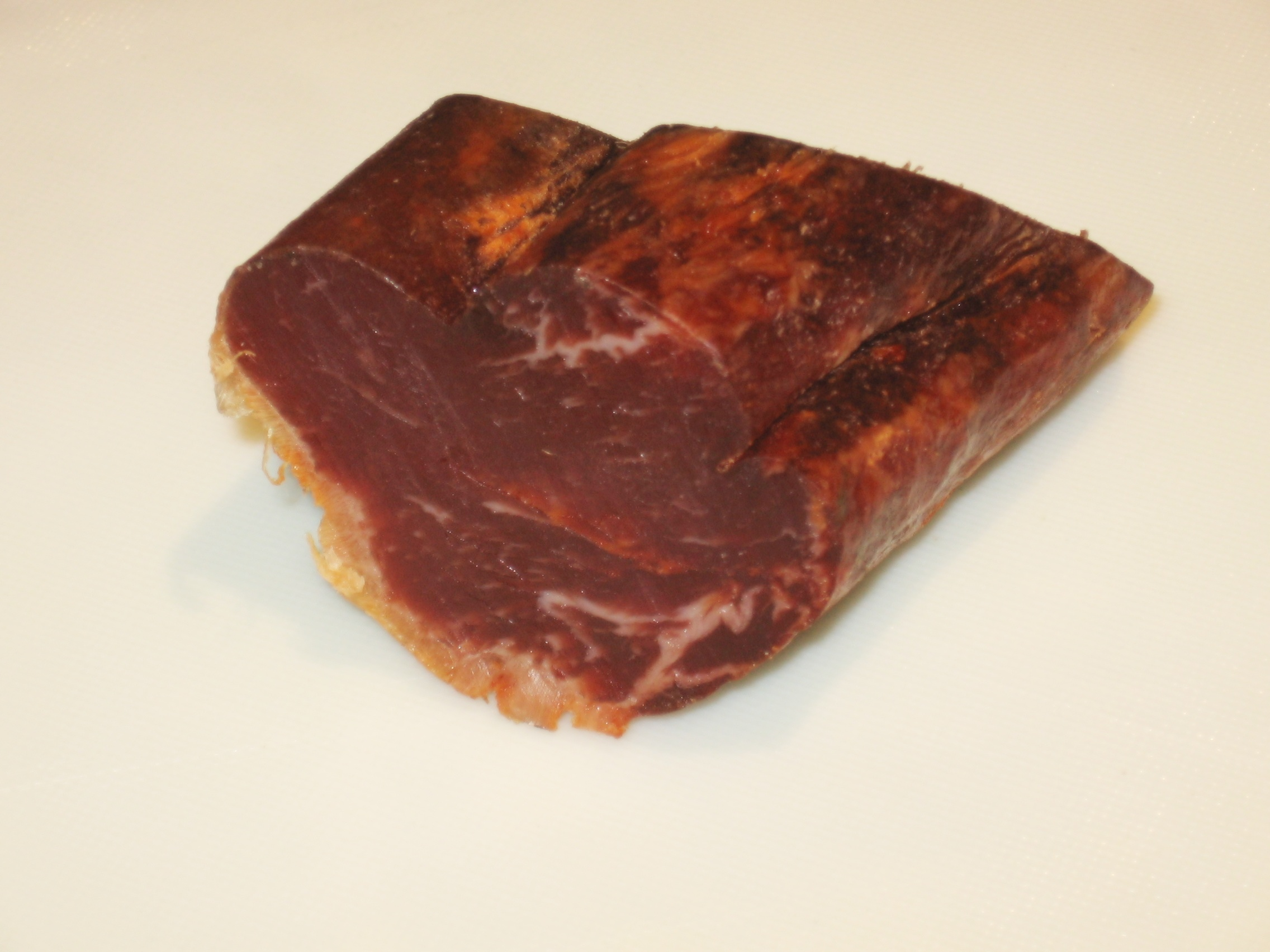
Lomo embuchado ibérico bellota

Lomo embuchado ['lomo embu'tʃaðo] (span. wörtlich gepresste Schweinelende) ist ein spanisches  Fleischprodukt, das aus Schweinelende hergestellt wird. Es wird generell im Naturdarm vom Schwein verkauft. Für die Herstellung wird das Fleisch ein oder zwei Tage lang gepökelt, danach abgespült und einige Tage abgehängt, bis es trocken ist. Anschließend wird es mariniert mit einer Mischung aus Olivenöl, Oregano, Knoblauch und Paprikapulver. Die anschließende Lagerzeit beträgt mindestens zwei Monate.
Wenn es sich bei den Schweinen um Iberische Schweine handelt, wird diese Wurst allgemein als Lomo embuchado ibérico bezeichnet; je nach Mastart z. T. auch noch genauer, z. B. als Lomo Ibérico de Cebo. Das Herstellungsverfahren und die Würzung sind im Prinzip gleich.